# احمد المقابی
احمد المقابی (انگلیسی: Ahmed Al-Maqabi؛ زادهٔ ۲۶ اکتبر ۱۹۹۴) بازیکن هندبال اهل بحرین است.